# Catedral de Santa María (Fargo)
La Catedral de Santa María  (en inglés: Cathedral of St. Mary) es una catedral católica ubicada en Fargo, Dakota del Norte, Estados Unidos. Es una iglesia parroquial y la sede de la diócesis de Fargo.
La parroquia de Santa María fue fundada en el año 1880. La que sería la Diócesis de Fargo se estableció nueve años más tarde como la Diócesis de Jamestown, y en el momento abarcaba todo el estado de Dakota del Norte. La Iglesia de Santiago en Jamestown se convirtió en la catedral. El primer obispo de la diócesis, John Shanley, trasladó su residencia a la zona de Island Park en Fargo en 1891. La Santa Sede cambió el nombre de la diócesis de Fargo en 1897. 
El Obispo Shanley adquirió la propiedad de una nueva catedral y preparó los planes. El sótano se completó cuando un incendio destruyó la mayor parte del centro de Fargo en 1893. Shanley donó una gran parte de los fondos que había planteado personalmente praa la nueva catedral para reconstruir la ciudad después del incendio. La construcción de la catedral fue, quedó lo tanto, retrasada. La Catedral de Santa María se completó y se dedicó el 30 de mayo de 1899. 